# Уилоу Розенбърг
Уилоу Даниел Розенбърг е героиня, създадена от Джос Уидън за култовия телевизионен сериал „Бъфи, убийцата на вампири“. Ролята се играе от Алисън Ханигън, която участва и в три епизода на базирания на „Бъфи“ сериал „Ейнджъл“.
Уилоу е единствената еврейка в сериала, а по-късно става една от най-известните лесбийки в историята на американската телевизия.

## История на героинята
Уилоу е единственото дете на Шийла и Айра Розенбърг. Майка ѝ, отчуждена и надменна, се появява в един епизод от трети сезон, когато, под влиянието на демон, се опитва да изгори дъщеря си, защото е вещица. По-късно Шийла забравя този инцидент, но не и Уилоу.
В ранните сезони на сериала, Уилоу е свенлива, наивна самотница с малко нецензурно чувство за хумор. Членува в математическия, научния и компютърния клуб и често е обект на подигравки от съучениците си, включително мажоретките Корделия Чейс и Хармъни Кендъл. Уилоу е истински компютърен гений и е избрана да преподава по този предмет, след като предишната учителка е убита от Ангелус. Уилоу е безнадеждно влюбена в приятеля си от детинство Зандър Харис, който я пренебрегва заради също така безнадеждната си любов към Бъфи Съмърс, а по-късно заради връзката си с Корделия Чейс. Преди това двамата с Уилоу членуват в основания от тях клуб „Ние мразим Корделия“.
Уилоу скоро става най-добрата приятелка на Бъфи и споделя първо с нея, когато започва да се занимава с магия.
Уилоу започва връзка с Даниъл „Оз“ Озбърн, китарист в местната група „Dingoes Ate My Baby“. Връзката им устоява дори, когато Уилоу целува Зандър, докато двамата са държани като заложници от Спайк, а след това и когато Уилоу открива, че Оз е върколак.
По-късно, съкрушена от заминаването на Оз, Уилоу се присъединява към група последователи на Wicca. Тя остава разочарована от тях, но там се запознава с Тара Маклей. Те стават приятелки, любовници и развиват дълбока духовна връзка.
Истинската мощ на магическите умения на Уилоу е показана за пръв път в шести сезон, когато тя възкресява Бъфи. По-късно тя се пристрастява към магията и нехайството ѝ към последиците от действията ѝ отблъсква Тара и изпраща сестрата на Бъфи в болница. Уилоу е разтърсена от тези събития и престава да използва магия. Когато Тара е убита от Уорън Меарс обаче, покрусената от мъка Уилоу освобождава тъмните енергии в себе си и отмъщението ѝ достига връхната си точка, когато използва магия, за да одере Уорън жив. После се впуска в преследване на сподвижниците на Уорън, Джонатан Левинсън и Андрю Уелс, и се обръща срещу собствените си приятели. Опитът ѝ да задейства апокалипсис е предотвратен от Зандър, който отказва да я изостави, независимо от всичко, което е направила. Това прекършва Уилоу и тя започва да се примирява със смъртта на Тара. Уилоу заминава за Англия с Наблюдателя на Бъфи, Джайлс, където е принудена да се справи с магическите си умения и да открие мястото си в този свят. През този период, тя участва в базирания на „Бъфи“ сериал „Angel“, където възстановява душата на Ейнджъл. Уилоу се завръща от Лос Анджелис с Фейт, Убийца, която се е покаяла за постъпките си. Уилоу бавно си връща контрола върху силите си и същевременно започва връзка с Потенциалната Убийца Кенеди. В последния епизод на сериала, Уилоу използва силите си, за да промени правилата на цялата линия на Убийците.
- Бъфи: „Във всяко поколение се ражда една Убийца… защото няколко мъже, умрели преди хиляди години, са измислили това правило. Те били могъщи мъже. Тази жена (сочи към Уилоу) е по-могъща от всички тях, взети заедно. Така че аз казвам да променим това правило. Нека моята сила бъде наша сила.“

## След Сънидейл
В пети сезон на „Ейнджъл“ се споменава, че Уилоу е в Рио де Жанейро, Бразилия с Кенеди, както и че са посетили Хималаите.
В комикса „Бъфи, убийцата на вампири – осми сезон“, Уилоу урежда сметки с измамницата Ейми Мадисън и армия от живи мъртъвци, за да защити Бъфи и нейните Убийци.